# Rivula inconspicua
Rivula inconspicua är en fjärilsart som beskrevs av Butler 1881. Rivula inconspicua ingår i släktet Rivula och familjen nattflyn. Inga underarter finns listade.